# Ћубасти заморац
Ћубасти заморац (лат. Cercopithecus pogonias)  је врста примата (Primates) из породице мајмуна Старог света (Cercopithecidae).

## Распрострањење
Ареал ћубастог заморца обухвата већи број држава у Африци. 
Врста има станиште у Нигерији, Камеруну, Анголи, Централноафричкој Републици, Републици Конго, ДР Конгу, Екваторијалној Гвинеји, Габону, Руанди, Уганди и ДР Конгу.

## Станиште
Станиште врсте су шуме. Врста је по висини распрострањена до 1.250 метара надморске висине.

## Подврсте
Постоје три опште прихваћене подврсте ћубастог заморца:
- Cercopithecus pogonias grayi
- Cercopithecus pogonias nigripes
- Cercopithecus pogonias pogonias

Према неким систематикама постоје и следеће подврсте:
- Cercopithecus pogonias denti, данас се обично третира као посебна врста Cercopithecus denti;[4]
- Cercopithecus pogonias wolfi, данас се обично третира као посебна врста Cercopithecus wolfi;[5]
- Cercopithecus pogonias elegans, данас се обично третира као подврста Cercopithecus wolfi elegans, врсте Cercopithecus wolfi;[6]

## Угроженост
Ова врста је наведена као последња брига, јер има широко распрострањење и честа је врста.